# 박병철 (1874년)
박병철(朴炳哲, 1874년 ~ ?)은 일제강점기의 교육인 겸 금융인이다.

## 생애
전북특별자치도 전주의 선비 가문에서 출생하여 최익현에게 한학을 배운 지식인이었다. 1885년에 김홍집 내각에서 관비유학생을 뽑았을 때 포함되어 도쿄로 유학을 떠났다. 그러나 아관파천으로 김홍집 일파가 곧 몰락하면서 유학 생활은 중단되었다.
이후 한성부에 경성사립외국어학교를 설립하고 학감으로 근무했으며, 일본에 망명 중이던 박영효와 연계해 활동했다. 1903년에 유길준과 함께 일본으로 떠나 와세다 대학 정치경제과에서 수학했다. 와세다 대학에서는 정치적 사건으로 퇴교 당했으나 니혼 대학 법과를 1909년에 졸업했다.
니혼 대학 졸업 후 귀국하여 교편 생활을 하면서 경성부의 재력가이자 유력자가 되었다. 일본에서 신교육을 받은 박병철은 일본인도 구분할 수 없을 만큼 일본어에 능통하여 한일 병합 조약 체결 후 사회 유지로 활동할 수 있었다. 유민회 평의원을 지냈고, 시국대동단. 조선경제회, 조선소작인상조회 등 친일적 성격이 강한 여러 단체에 가담하였다.
1919년에 삼남은행이 창립될 때 이사로 추천되었으며, 1922년에는 주주 추천으로 삼남은행 은행장에 올랐다. 서대문 밖에 경서교회를 설립하고 교회 경영을 맡기도 했다. 《대륙자유평론》에는 성격이 활달하고 의협심이 강하여 많은 사람들에게 존경을 받는 선각자라는 인물평이 남아 있다.
2008년 공개된 민족문제연구소의 친일인명사전 수록예정자 명단 중 친일단체 부문에 포함되었다.

## 같이 보기
- 삼남은행
- 유민회
- 시국대동단

## 참고자료
- 박병철(朴炳哲) - 국사편찬위원회